# 广珠动车组列车
广珠动车组列车是中国铁路运行于广东省广州市和珠海市之间的动车组列车，自2011年1月7日起随广珠城际铁路开通运营而开行，现合计开行43.5对列车。列车客运乘务由广州局集团广九客运段、广州客运段，北京局集团北京客运段、南宁局集团南宁客运段共同担当。

## 历史

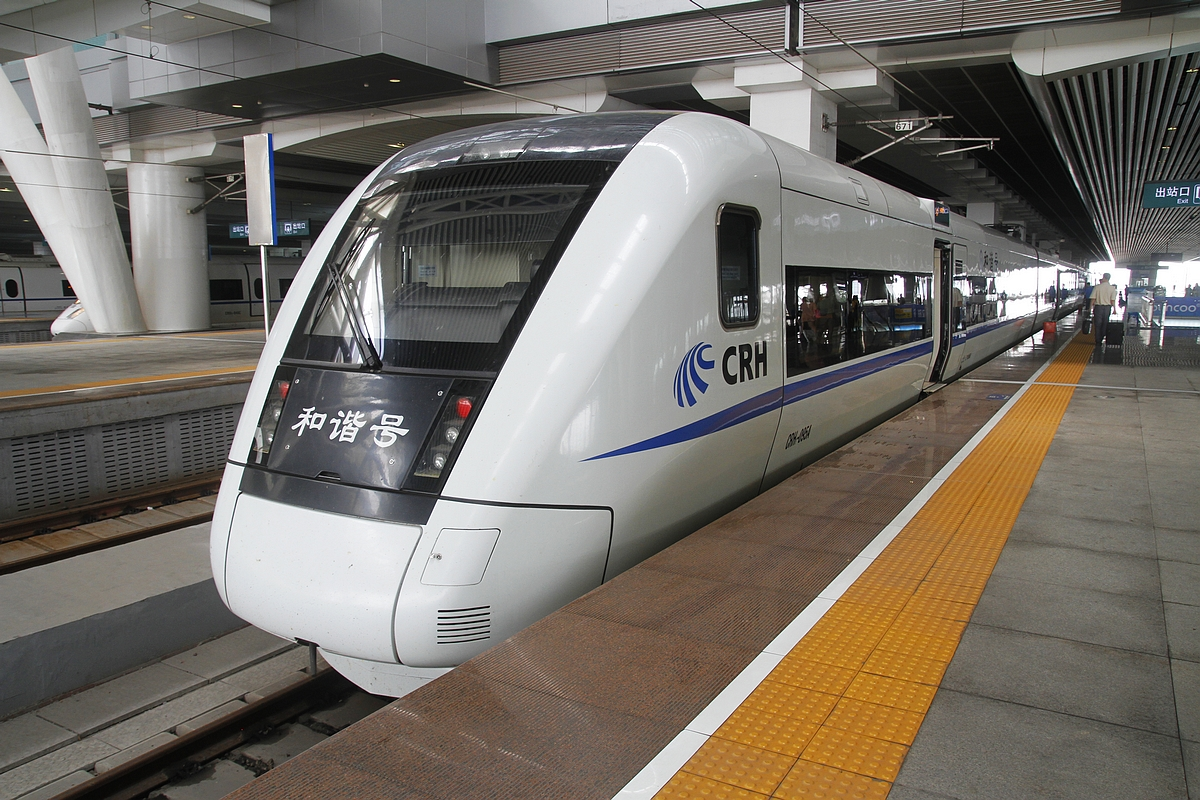
2013年，由CRH1A担当的广珠动车组列车停靠在广州南站

- 2011年1月7日，因应广珠城际铁路通车，“广珠动车组列车”正式开行。初期开行珠海北站至广州南站，车次均为D字头。
- 2012年12月31日，因应珠海北站段至珠海站段开通，“广珠动车组列车”延伸至珠海站始发[1]。
- 2013年2月1日，“广珠动车组列车”新增大快線，初期3班，由珠海到廣州南只需57分鐘。[2]
- 2014年12月10日，广珠城际动车组列车车次改为“C”字头[3]。
- 2019年7月27日起，广珠城际铁路开展电子客票应用试点[4][5]，至此乘坐广珠动车组或广珠城际动车组需凭身份证以及电子客票的二维码进站乘车。
- 2019年10月11日，因鐵路運行圖調整，D7135/6次列车车底改由新开设的珠海至湛江西的D7125-D7128次列车套跑，同时变更该车次的到发时间[6][7]。
- 2019年12月3日至29日，10对广珠动车组列车延长至佛山西站始发终到，另外C7628/7643也延长至肇庆东站始发终到[8]。
- 2020年8月18日，廣珠城際軌道支線珠機城際鐵路正式通車。原预计广珠城轨延长线一期通车后，广州南站将开行往珠海长隆站的跨线列车10对，但2020年8月18日通車後所有班次均來往珠海站，來往長隆需另行轉車[9]。
- 2021年6月23日，根据铁路部门公告，由 2021年 6 月 25 日起，中國鐵路實施第三季度列車運行圖，其中珠機城際首次增開跨線車，由珠海長隆站一車直達佛山西站動車。[10]同年7月6日，廣鐵集團宣佈因運力調整，珠海長隆站至佛山西站跨線列車於7月7日0時起將暫時停運，恢復時間待定。[11]

## 营运
广珠间目前开行城际列车（車次號以C開頭）以及动车组列车（車次號以D開頭）。
值得一提的是，乘客在广州南站乘坐广珠城际列车时，除了可前往车站地上三层的候车厅候车检票上车外，亦可以从地面的专用候车厅候车检票上车。惟动车组列车只能在地上三层的候车厅候车检票上车。

### 城际列车
目前，广珠间开行38.5对点对点城际动车组列车。广珠城际列车亦停靠广珠城际铁路除江门支线外部分车站。

#### 停靠车站数量
- 以下数据截至2025年7月1日（仅包括广珠间城际列车，不包括跨线前往佛山、肇庆及经由江门支线的城际列车）：

| 方向\車站 | 广州南 | 北滘 | 顺德 | 顺德学院 | 容桂 | 南头 | 小榄 | 中山北 | 中山 | 南朗 | 翠亨 | 珠海北 | 唐家湾 | 明珠 | 前山 | 珠海 |
| --------- | ------ | ---- | ---- | -------- | ---- | ---- | ---- | ------ | ---- | ---- | ---- | ------ | ------ | ---- | ---- | ---- |
| 上行      | 38     | 5    | 12   | 1        | 11   | 4    | 24   | 15     | 25   | 11   | 4    | 11     | 10     | 23   | 5    | 38   |
| 下行      | 39     | 2    | 9    | 3        | 14   | 3    | 26   | 16     | 23   | 7    | 0    | 16     | 14     | 27   | 3    | 39   |

### 动车组列车
目前，广州南至珠海有5趟点对点列车，以及18趟过路列车。珠海至广州南有5趟点对点列车，以及21趟过路列车。

#### 停靠车站
- 以下数据截至2025年7月1日。本时刻表只列出广州南和珠海始发/终到的图定列车。

往珠海
| 序号 | 车次  | 广州南始发时间 | 珠海终到时间 | 全程运行时间 | 中途停靠车站 | 担当客运段       |
| ---- | ----- | -------------- | ------------ | ------------ | ------------ | ---------------- |
| 1    | D7139 | 06:22          | 07:20        | 58分         | 中山         | 广州局广州客运段 |
| 2    | D7185 | 06:32          | 07:30        | 58分         | 中山         | 广州局广九客运段 |
| 3    | D7133 | 07:07          | 08:05        | 58分         | 中山         | 广州局广州客运段 |
| 4    | D7129 | 08:56          | 09:53        | 57分         | 中山         | 北京局北京客运段 |
| 5    | D7563 | 17:40          | 18:39        | 59分         | 一站直达     | 北京局北京客运段 |

往广州南
| 序号 | 车次  | 珠海始发时间 | 广州南终到时间 | 全程运行时间 | 中途停靠车站 | 担当客运段       |
| ---- | ----- | ------------ | -------------- | ------------ | ------------ | ---------------- |
| 1    | D7564 | 09:05        | 10:01          | 56分         | 一站直达     | 北京局北京客运段 |
| 2    | D7566 | 21:56        | 22:51          | 55分         | 中山         | 南宁局南宁客运段 |
| 3    | D7130 | 22:16        | 23:12          | 56分         | 一站直达     | 北京局北京客运段 |
| 4    | D7192 | 22:26        | 23:22          | 56分         | 一站直达     | 广州局广九客运段 |
| 5    | D7134 | 22:47        | 23:43          | 56分         | 中山         | 广州局广州客运段 |

## 使用列车
主要使用配属广州局集团广州南动车运用所广珠分所的CRH6A。
由于需要套跑珠海始发其他交路列车，
- D7129/7130次列车使用配属北京局集团雄安动车运用所的CR400BF-A；
- D7133/7134次列车使用配属广州局集团广州南动车运用所的CR400BF-Z；
- D7139次列车使用配属广州局集团广州南动车运用所的CRH2A；
- D7185/7192次列车使用配属广州局集团广州南动车运用所的CRH380AL；
- D7563/7564次列车使用配属北京局集团北京南动车运用所的CRH2E；
- D7566次使用配属南宁局集团南宁屯里动车运用所的CRH2A，重联运行。

## 備註
1. ↑  点对点列车包括套跑的班次，过路列车包括下行9趟，上行12趟普通动车组列车及9对高速动车组列车。